# 西杜里
西杜里（Siduri）是《吉尔伽美什史诗》中的角色。她是一位“麦酒夫人”(Alewife)，与发酵有关(特别是啤酒和酒)的智慧女神。

## 史诗中的作用
在早期古巴比伦版史诗中，她试图劝阻吉尔伽美什对长生不老的追求，鼓励他安于简单的快乐生活。
在后来的阿卡德版史诗(也被称“标准版”)中，西杜里的作用稍减，上述情节被省略，只留下大洪水后的幸存者和不朽者烏特納匹什提姆（美索不达米亚的挪亚）探索生死问题的情节。虽然如此，诗中西杜里与吉尔伽美什进行了一次长谈，吉尔伽美什夸耀自己的功绩，并被迫解释为什么他的样子如此憔悴。他请求西杜里帮助他去寻找乌特纳庇什提。她向他解释了旅途的困难，但指点他找到摆渡神乌尔沙纳比(Urshanabi)，帮他渡过已知世界的边缘-“死亡水域”，去拜访居住在幸福岛上的乌特纳庇什提。

## 后期影响
一些学者提出西杜里的劝告被《传道书》作者直接借用。尽管在一些学者看来，西杜里所给的劝告是敦促吉尔伽美什抛开悲痛的心绪，早日回归美索不达米亚社会正常和规范的行为中来，但它也被看成是第一次表达了“及时行乐”的观念。
西杜里也类似于奥德赛中的喀耳刻，同奥德修斯一样，吉尔伽美什得到了如何在神灵的帮助下抵达目的地的指示。在此，西杜里女神就像居住在大地尽头海中的喀耳刻。她的家也与太阳有关：吉尔伽美什通过穿过摩周(Mashu)山下的地下隧道到达西杜里的住处-太阳由此升入天空的高山。韦斯特曾称，奥德修斯与吉尔伽美什相同的大地边缘之旅，是《奥德赛》受到《吉尔伽美什史诗》影响的结果。
西杜里之名在古代非闪族胡里语(Hurrian)中的意思是“年轻女子”，也可能是伊什塔尔(伊师塔)的称号。
在手機遊戲《Fate/Grand Order》中，於第一部第七章《絕對魔獸戰線巴比倫尼亞》中作為侍奉吉爾伽美什的烏魯克祭司長出場，CV內山夕實。